# Grimmia trinervis
Grimmia trinervis är en bladmossart som beskrevs av Robert Statham Williams 1903. Grimmia trinervis ingår i släktet grimmior, och familjen Grimmiaceae. Inga underarter finns listade i Catalogue of Life.